# Albanski narodni preporod
Narodni preporod (albanski: Rilindja Kombëtare) označava period albanske borbe za neovisnost vođene od sredine 19. stoljeća pa sve do 1912. godine kada je Albanija međunarodno priznata kao neovisna država. Jedan od važnijih događaja u ovom razdoblju bilo je osnivanje Središnjeg odbora za zaštitu prava albanskog naroda u Istanbulu u svibnju 1877. godine, koji je imao ključnu ulogu u formiranju Prizrenske lige 1878. godine.

## Kronologija događaja

### Janjinski albanski odbor
Janjinski albanski odbor (alb. Komiteti Shqiptar i Janinës) organizacija je osnovana u svibnju 1877. godine u Janjini (tada u Osmanskom carstvu) a koja je okupljala Albance u Janjini i okolici u cilju organizirane borbe za zaštitu njihovih nacionalnih prava.
Najznačajniju ulogu u osnivanju i aktivnostima Albanskog komiteta u Janjini su imali Abdyl Frashëri i Mehmet Ali Vrioni iz Berata.

### Središnji odbor za zaštitu prava albanskog naroda
Središnji odbor za zaštitu prava albanskog naroda (alb. Komiteti Qendror për Mbrojet e të Drejtave të Kombësisë Shqiptare) je bila organizacija osnovana tijekom jeseni 1877. godine u Istanbulu, tada Osmansko carstvo. Jedan od osnivača ove organizacije je bio Paško Vasa.
Osnivači i članovi ovog komiteta (Paško Vasa, Abdyl Frashëri i Sami Frashëri) su imali ključnu ulogu u formiranju Prizrenske lige 1878. godine. Kada je Osmansko carstvo rasformiralo Prizrensku ligu porazivši vojno njihove pripadnike 1881. godine i počelo se obračunavati sa zastupnicima ideje o Albanskoj autonomiji, na inicijativu Samija Frashërija, Središnji komitet se reorganizira i nastavlja svoje aktivnosti u ilegali.

### Prizrenska liga
Stanovnici Prizrena 1839. godine izbacuju turskog komandanta Ismet-pašu. Albanci sve više traže oslobođenje od turske vlasti. U krugovima albanske emigracije (Bukurešt, Beograd, Sofija, Istanbul, Kairo i naročito Italija) javlja se ideja nacionalne emancipacije. Zajednica katoličkih Arbereša u južnoj Italiji se otvoreno zalagala za stvaranje albanske države od 1876.
Dana 10. lipnja 1878. godine na sastanku u Prizrenu Albanci osnivaju Prizrensku ligu, čiji je cilj borba za albansku autonomiju i ujedinjenje Albanaca u jedan albanski vilajet. Albansko stanovništvo je uglavnom živjelo podijeljeno u četiri otomanska vilajeta: kosovski, skadarski, janjinski i bitoljski. Liga je na Berlinskom kongresu istupala u ime albanskog naroda, boreći se za zaštitu graničnih teritorija na koje su oko bacile susjedne zemlje nakon završetka Rusko-turskog rata (1877.—1878.) između Rusije, Srbije i Crne Gore protiv Otomanskog carstva. Središnja osoba ove lige je bio Ali-paša Gusinjski, koji je stekao veliki ugled svojim uspjesima u bitkama protiv Crnogoraca 1855., 1879. i 1880. godine.
Prizrenska liga je uputila memorandum Berlinkom kongresu kojim se od velikih sila traži priznanje nacionalnog identiteta Albanaca i autonomije Albanije unutar Otomanskog carstva. Uz akciju kroz memorandume, Prizrenska liga je poslala i delegaciju pod vođstvom Abdul-beja Frašerija i Mehmeta Ali Vrionija u Beč, Berlin, Pariz, London i Rim. Cilj delegacije bio je objašnjenje i obrana stavova memoranduma Prizrenske lige. Međutim, Berlinski kongres je ignorirao memorandum Lige, a njemački kancelar Otto von Bismarck je čak zauzeo stav da albanska nacija ne postoji. Albanskoj delegaciji nije dozvoljeno učešće na Berlinskom kongresu. Albanske zemlje su tretirane kao dio Turske države, a Albanci kao turski građani, iako su se u to vrijeme borili protiv Turske. Zbog takvog tretmana, albanski diplomat Abdyl Frashëri je protestirao:
| „ | Abdyl Frashëri | ” |
|   |                |   |

Odlukama Kongresa, neka pretežno muslimanska naselja kao Plav i Gusinje, dodijeljena su Crnoj Gori, dok su Srbiji predata četiri okruga (Niš, Pirot, Leskovac i Vranje) u kojima je živio veliki broj Albanaca. Nakon toga, u Srbiji dolazi do masovnih progona albanskog stanovništva iz novopripojenih krajeva i spaljivanja albanskih sela i gradskih četvrti. Prizrenska liga se suprotstavila odlukama Berlinskog kongresa da preda Gusinje i Plav Kneževini Crnoj Gori zbog čega je došlo do oružanih sukoba s Crnogorcima. Crnogorci su vodili dvije bitke s dragovoljcima Lige, kod Novšića i Murina, ali nisu uspjeli svladati otpor Albanaca. Zbog neprovođenja odredaba Kongresa, Crnoj Gori su ponuđene teritorije Hota i Gruda u zamjenu za Plav i Gusinje. Međutim, opet su se suprotstavili dragovoljci Lige i onemogućili predavanje teritorija. Na kraju su velike sile Crnoj Gori kao kompenzaciju ponudile teritoriju Ulcinja. Poslale su međunarodnu flotu kojom su izvršile demonstraciju sile pred Ulcinjem, stavivši do znanja Porti da se međunarodne odluke moraju izvršiti. Nakon toga, energičnom akcijom skadarskog komandanta razbijen je otpor Liginih dragovoljaca, zauzet je Ulcinj i predat je Crnoj Gori. Nakon pripajanja Crnoj Gori, veliki broj Albanaca je prognan iz Podgorice, Spuža, Žabljaka, Bara, Nikšića i Ulcinja. Albanci su za najveću nepravdu Berlinskog kongresa smatrali "legalizaciju srpsko-crnogorskog nasilja i okupaciju albanske zemlje". Na jugu, Ligini dragovoljci su uspjeli spriječiti predavanje Grčkoj dijela Epira.
Vremenom, Liga je ojačala i počela sve odlučnije postavljati zahtjeve Porti. Albanci su zahtijevali od Turske autonomiju za Albance, i ujedinjenje u jedan vilajet. Porta je ovo odbila, i počeo je albanski ustanak 1879. godine kojim je turska vlast svrgnuta u Vučitrnu, Prizrenu, Đakovici, Prištini, Peći i drugdje. Turska šalje Derviš-pašu s vojskom da razbije ustanak, i on u travnju 1881. ulazi u Prizren, Đakovicu i Peć. Turska je vojnom akcijom razbila dragovoljce Lige, a njihove vođe uhitila i poslala u progonstvo. Međutim, smirenje je bilo privremeno, jer ponovo izbijaju nemiri nakon pašinog povratka u Carigrad. Lokalne bune niču 1883. i 1884. godine.

### Ustanci Albanaca
Prvih godina 20. stoljeća pobune Albanaca postaju sve učestalije, usmjerene na dobivanje autonomije u okvirima Turskog carstva. Između makedonskih i albanskih autonomista došlo je do izvjesne suradnje, jer su i jedni i drugi težili dobivanju autonomije. Od 1905. do 1912. Albanci dižu niz ustanaka. U lipnju 1908. u Ferizovićima (danas Uroševac) se okuplja 20.000 osoba, koje pokušavaju izvesti oslobođenje od Turaka. Međutim u to vrijeme dolazi do Mladoturske revolucije, ostvarene uz značajnu podršku albanskog stanovništva Kosovskog i Bitoljskog vilajeta. Revolucija je pružila velike nade Albancima, a Mladoturci obećavaju stanovništvu smanjenje poreza, demokratizaciju i poboljšanje općih životnih uvjeta. Međutim, kada su se učvrstili na vlasti, Mladoturci nisu ispunili obećanja u pogledu autonomije Albanije, već su tražili strogi centralizam, uvodeći turski kao jedini jezik administracije i zabranjujući albanske klubove diljem zemlje.
Ovo je vodilu ka erupciji nezadovoljstva i oružanoj pobuni na Kosovu i Albaniji lipnja 1909. Do prvih oružanih sukoba s novom turskom upravom došlo je u okolici Đakovice. Da bi zaustavili erupciju nezadovoljstva, Mladoturci su sazvali albanski kongres u Debru 23. srpnja 1909., usmejravajući ga protiv susjednih država i njihovih pretenzija prema albanskim teritorijama. Međutim, kongres je još glasnije postavio zahtjeve za albanskom autonomijom. Autonomiju Albanije je kolovoza 1909. zahtijevao i veliki sabor albanskih prvaka iz srednje i južne Albanije i Makedonije u Elbasanu. Na skupu je riješeno uspostavljanje tijesne suradnje s makedonskim revolucionarnim pokretom. Do ustanka širih razmjera dolazi u kosovskom vilajetu u proljeće 1910. Kosovskom ustanku pružili su podršku albanski komiteti demokratskog krila, naročito iz emigracije. Ustanike je podržala i bugarska vlada jer je računala da bi uspostavljanje autonomije u Albaniji izazvalo ostvarenje autonomije Makedonije. Vidjevši da se ustanak razvija, mladoturske vlasti su poslale kaznenu ekspediciju iz Skoplja predvođenu Šefćet Torgut-pašom. Do bitke dolazi kod Kačanika od [11. do 13. svibnja 1910. i Turci odnose pobjedu uz oko 600 poginulih. Albanska pobuna je ugušena u krvi, a turske trupe nisu štedjele ni žene, djecu i starce. Međutim, već u jesen su izbili neredi u Ljumi, Mati i Debru, zbog skupljanja državne desetine i regrutacije. Regrutaciju je bojkotiralo i albansko stanovništvo Skadra i cijele Malesija i Miridita.
Početkom 1911. svi albanski komiteti i emigracije su vršili intenzivne pripreme za oružani ustanak nacionalnih razmjera radi stvaranja autonomne Albanije; na Krfu je konstituiran Središnji albanski komitet. Oružani ustanak buknuo je u sjevernoj Albaniji, a ustanicima aktivno pomaže Crna Gora, snabdijevajući ih oružjem i namirnicama i prihvatajući izbjeglice. Crnogorski kralj Nikola predlagao je i Srbiji da se albanski ustanak iskoristi za akciju protiv Turske. Tijekom ovog ustanka formuliran je program nacionalne borbe u memorandumu pod nazivom Crvena knjiga, koji je sastavljen u Podgorici, od strane članova albanskog komiteta. U dvanaest točaka izloženi su ciljevi i zahtjevi ustanika, na prvom mjestu potpuno priznanje postojanja albanske nacije, pa u skladu s tim - autonomija, ekonomska, administrativna, kulturna i vojna. To je bio prvi program autonomije Albanije, jedinstven za cijelu zemlju. Memorandum je upućen europskim diplomatskim predstavništvima na Cetinju. Ustanak se završio neuspijehom kolovoza 1911.

### Veliki albanski ustanak (1912.)
Početkom 1912. dolazi do velikog albanskog ustanka pod vođstvom Općeg ustaničkog komiteta, na području Drenice, Peći, Đakovice, i sjeverne Albanije. Vođe ustanika su bili Isa Boletini, Hasan Prishtina, Bajram Curri i drugi. Na zboru ustaničkih prvaka u Juniku su formulirani zahtjevi za utvrđivanjem granica Albanije, povlačenjem turskih činovnika i uvođenjem albanskog jezika kao službenog. Albanski ustanici su ubrzo zauzeli veliki broj gradova, uključujući Đakovicu, Mitrovicu, Vučitrn i Prištinu.
Ustanici su zauzeli čitavo Kosovo, sjevernu Albaniju, pa čak i Skoplje. Zbog uspjeha albanske pobune, mladoturska vlada podnosi ostavku. Nova vlada šalje delegaciju koja se sastaje s predstavnikom Albanaca Hasanom Prishtinom. Turci u početku odbijaju zahtjeve za autonomiju, uporabu albanskog jezika u školama i administraciji, i finansiranje razvoja Kosova i Metohije, ali nakon što su albanski ustanici stigli do Soluna, Porta je bila prinuđena prihvatiti sve njihove zahtjeve. Portino obećanje autonomne Albanije, koja bi obuhvatila četiri vilajeta, je direktno ugrožavalo interese susjednih kršćanskih država. Otomanska vlast je 18. kolovoza 1912. godine priznala autonomiju Albaniji, što je za uzvrat izazvalo vojnu akciju balkanske alijanse protiv Turske. Srbija je planu "Velike Albanije" suprotstavila vlastiti plan podjele Europske Turske između balkanskih država. Nakon što su četiri balkanske zemlje sklopile savez i započele pripreme za rat s Turskom, Srbija je kontaktirala albanske vođe s namjerom da ih privuče na svoju stranu ili bar uvjeri da u predstojećim sukobima ostanu neutralni. Međutim Albanci su to odbili, smatrajući da će u ratnim operacijama biti ugrožene teritorije koje su oni smatrali svojim.
Pred sam rat, 10. listopada 1912. godine, došlo je do okupljanja albanskih vođa u Skoplju, tadašnjoj prijestolnici Kosovskog vilajeta. Skup je donio odluku o ujedinjenju Albanaca četiri vilajeta: skadarskog, kosovskog, bitoljskog i janjinskog. Sa skupa je upućen zahtjev velikim silama da podrže ujedinjenje albanskog naroda. Tom prigodom je odlučeno da se u predstojećem ratu Albanci bore na strani Turske. Nakon toga, Albanci su organizirali dragovoljačke odrede koji su se suprotstavili srpskim trupama tijekom njihovog prodora kroz Kosovski vilajet.

### Prvi balkanski rat
Savezničke balkanske države napale su Otomansko carstvo u listopadu 1912. godine želeći podijeliti njegove balkanske posjede, što je dobrim dijelom uključivalo oblasti naseljene Albancima. Cilj grčke vojske je bio zauzimanje čitavog Epira i južne albanske obale, s Valonom. Glavni cilj crnogorske vojske je bio zauzeti Skadar i dijelove Metohije, dok je cilj srpske vojske bio zauzimanje Sandžaka, Makedonije, Kosova, najvećeg dijela Albanije zajedno s jadranskom obalom. 18. listopada 1912. godine srpski kralj Petar I. Karađorđević je izdao proglas u kojem kaže da će njegova vojska donijeti "slobodu, bratstvo i jednakost" ne samo Srbima već i Albancima.
Albanci su se protivili zauzimanju njihovih naselja i organizirali su dragovoljačke jedinice koje su pružale jak otpor napredovanju srpskih trupa. Gerilski otpor je pružan tijekom zaposjedanja i prolaska srpske vojske kroz Prištinu, Ferizović i selo Crnoljeva na Zborce Hanu, gdje je došlo do jačeg sukoba. Kod Podujeva se petnaest tisuća dragovoljaca pod komandom Ise Boletinija suprotstavilo Trećoj srpskoj armiji koja je nanapredovala prema Prizrenu. Poslije pobjede nad Albancima, Srbi su ušli u Prizren i nastavili napredovanje ka Jadranskom moru. Srpski štab je izdao naredbu da svako albansko naselje iz kojeg se pripuca bude uništeno. Tijekom napredovanja ka Jadranskom moru, listopada i studenoga 1912., lijeva kolona srpske vojske išla je preko područja katoličkog plemena Miridita i prolazila je bez problema. Međutim, desna (sjeverna) kolona, koja se kretala kroz oblast Dukađin, naišla je na žestok otpor, te su joj pozadinske trupe gotovo uništene. Njima u pomoć stigle su, sa zakašnjenjem, trupe iz Prizrena, koje su potom izvršile "oštre represalije nad neprijateljski raspoloženim stanovništvom".
Srbija je tijekom listopada i studenoga 1912. zauzela veći dio Albanije, zajedno s albanskom obalom na kojoj je najvažnija strateška točka bila luka Drač. Računalo se s politikom svršenog čina. Na osvojenom području su odmah uspostavljene građanske vlasti i albanska teritorija je de facto anektirana Srbiji: 29. studenoga je osnovan drački okrug s četiri kotara: Drač, Lezhë, Elbasan i Tirana. Osvajački upad u Albaniju urodio je ogorčenjem albanskog naroda prema Srbiji i čestim pobunama, čije gušenje je iziskivalo velike financijske i vojne napore.
Kada je crnogorska vojska napala Skadar, naišla je na jak otpor turskog garnizona potpomognutog sa šest tisuća albanskih dragovoljaca. Nakon dugotrajne opsade uz pomoć srpske vojske i velikog broja ljudskih žrtava, kralj Nikola I. ušao je u grad 23. travnja, kapitulacijom Esad-paše. Međutim, pod snažnim pritiskom velikih sila, Skadar je ubrzo morao biti napušten i predat međunarodnim trupama 14. lipnja 1913. godine.

### Proglašenje neovisnosti Albanije
Nakon što su vojske balkanskih država osvojile većinu albanskih oblasti, albanski glavari su se povukli na slobodnu oblast Vlore (Valone). Tu je održana velika narodna skupština kojoj su prisustvovali predstavnici iz svih oblasti u kojima žive Albanci. 28. studenoga 1912. godine Narodna skupština u Valoni je proglasila Albaniju za nezavisnu državu, a albanski predstavnici su uputili telegram velikim silama. 4. prosinca 1912. godine, Skupština Valone izabrala je prvu Vladu nezavisne Albanije. Na čelu privremene vlade bio je Ismail Qemali, koji je uspio zadobiti podršku Austrije i Italije. Također, uspostavljeno je vijeće staraca (albanski: Plekёsia), koje je pomagalo Vladi na dužnosti. Organiziranje narodne vojske povjerenoje Rizi-beju iz Đakovice i Isi Boletiniju, koji se ispred srpske vojske preko Ljume povukao u Valonu. Skupština je za albansku nacionalnu zastavu izabrala crvenu zastavu s dvoglavim orlom Skenderbega.

### Međunarodno priznanje i utvrđivanje granica
Radi određivanja novih granica na Balkanu sazvana je u Londonu međunarodna konferencija veleposlanika velikih sila (Austro-Ugarske, Italije, Rusije, Francuske, Njemačke i Ujedinjenog Kraljevstva). Iako su balkanski saveznici tražili podjelu albanskih teritorija, prvog dana konferencije, 17. prosinca 1912. godine, donesen je načelni zaključak o formiranju Kneževine Albanije garantirane od strane šest sila.
Albanska delegacija je zahtijevala novisnost Albanije na teritorijama za koje su smatrali da polažu pravo na osnovu etničkog kriterija. Srbija je zahtijevala da se granična linija povuče razvođem zapadno od Ohridskog jezera i Crnog Drima, tako bi dobila Dečane, Đakovicu, Prizren, Debar i Ohrid. Crna Gora je, pak, tražila granicu na rijeci Mati i razvođu Drima i Fani, tako da joj pripadnu Skadar, Medova i Lješ. Grčka je, na jugu, tražila čitav sjeverni Epir. Protiv zahtijeva balkanskih susjeda navodio se demografski argument. Austro-Ugarska je, u skladu s demografijom, predlagala granicu Albanije koja bi obuhvatala i Đakovicu, Debar, Korču, Janjinu, Strugu i Ohrid, Peć i Prizren. Srbija je, uz podršku Francuske i Rusije, uspjela dobiti Peć, Đakovicu, Prizren, Debar i Ohrid, ali su srpski nacionalisti ipak smatrali rezultate rata nepravednim.
20. prosinca 1912. godine konferencija je priznala neovisnu Albaniju. 29. srpnja 1913. godine velike sile su Kneževinu Albaniju stavile pod upravu međunarodne komisije na period od deset godina, a za prvog kneza Albanije postavljen je Nijemac, Wilhelm von Wied. Novonastala Kneževina Albanija je obuhvatila tek oko polovinu albanske etničke teritorije, dok se veliki broj Albanaca našao u okviru Srbije, Crne Gore i Grčke. Međutim, ni po zaključenju Londonske konferencije srpske trupe se nisu povukle na demarkacionu liniju. Tek ultimativnom prijetnjom velikih sila i topovima s austrijskih i talijanskih brodova okrenutim ka luci Drač, Srbija je bila primorana na povlačenje. Srpska vojska se počela povlačiti iz Albanije u drugoj polovici kolovoza 1913. godine, tijekom Drugog balkanskog rata, a iz albanskih naselja Ljuma i Has u prizrenskom okrugu, koje su prema Londonskoj konferenciji pripale Albaniji, srpska vojska se konačno povukla tek nakon Prvog svetskog rata 1920. godine.

## Vanjske poveznice
- (srp.) Pojava pokreta za autonomiju Albanije
- (srp.) Dimitrije Tucović, Albansko pitanje